# 四大江治理工程
四大江治理工程（韓語：4대강 정비 사업），又稱四大江工程，是韩国政府的一个全国性的治水工作。四大江工程开始于2008年下半期，是李明博政府推动的政策性的事业，2008年12月29日正式开工。工程的主要内容是截止到2012年，投入14兆韩币将对韩国的四大江（汉江，洛东江、錦江、榮山江）进行一系列的措施，包括加固堤防，江河生态环境的复原，筑中小规模的坝和洪水调整器以及江河周边造自行车道路和亲环境水塘。四大江工程能预防洪水，缓解地球温暖化和缺水的现象，失业率大大降低（创出19万份工作职位）及文化空间的增加。